# Іштван Камараш
І́штван Ка́мараш (угор. Kamarás István, *1 січня 1941, Мукачеве, Угорське королівство) — угорський соціолог, релігієзнавець, літературознавець та письменник. Напрями наукових досліджень: мистецтво в суспільстві, роль священнослужителів, католицька парафіяльна діяльність, обновлення руху в католицизмі та нові релігійні рухи. Автор кількох монографій з соціології культури, мистецтва та релігії. Також відомий як автор дитячої літератури.

## Біографія
Народився в 1941 р. в Мукачевому. У 1959 р. з відзнакою закінчив гімназію ім. Аттіли Йожефа в Будапешті. У 1966 р. закінчив Будапештський університет за спеціальностями «угорська література», «бібліотекознавство» та «соціологія». У 1972 р. в тому ж університеті захистив докторську дисертацію з літератури. У 1966—1968 роках працював бібліотекарем у бібліотеці Угорської академії наук. У 1968—1985 роках обіймав посаду завідувача відділу соціології читання Центру бібліотекознавства та методичної роботи Державної бібліотеки імені Сечені в Будапешті. У 1985—1990 рр. — дослідник соціології релігії в Інституті культурних досліджень. У 1990—1995 рр. — науковий консультант в Національному інституті освіти. У 1997 р. захистив докторську дисертацію по прикладній лінгвістиці в Університеті ім. Януса Панноніуса. У 1996—1999 роках обіймав посаду доцента в тому ж університеті. Викладав філософію, антропологію, соціологію мистецтва та релігієзнавство. У 1999 р. зайняв посаду професора в Веспремські університеті, де згодом заснував та очолив кафедри етики та релігієзнавства. У 2008 р. отримав в Угорській академії наук вчений ступінь доктора наук з літературознавства та культурології.

## Літературна діяльність
І. Камараш також здобув популярність як автор книг для дітей. Його перу належать сім книг, серед яких — кілька збірок дитячих оповідань та п'єс. У 1998 р. один із творів І. Камараша отримало премію Міжнародної ради з дитячої та юнацької літератури. Деякі з п'єс І. Камараша були поставлені на угорському радіо. Камараш також веде на радіо програми для дітей та підлітків.